# 長井一郎
長井 一郎（ながい いちろう、1963年3月26日 - ）は、日本のロックバンドや声優ユニットのドラムを手がけているドラマー。新潟県新潟市出身。血液型はO型。
愛称「バルさん」。

## 経歴・人物
1985年3月に「スクワイヤー」に加入する。1986年1月にスクワイヤー活動時にメンバーだった浦田洋（ベース）、森川英樹（ギター）小野正利（ボーカル）らと「FORT BRAGG」を結成、1989年には、FORT BRAGGのメンバーとして「平成名物TV・三宅裕司のいかすバンド天国」に出場した。1991年11月(平成3年)に「デザートキングス」結成。この頃から、バスドラムを1個から2個に増やして活動。1995年にBLINDMANで活動後、1997年には島紀史率いるConcerto Moonに加入。
2001年にConcerto Moon脱退、太田カツ率いるArk Stormに加入。AURAのベーシストのマーブルとLugTiMEを結成。
影響を受けたドラマーとして、イアン・ペイス、ディーン・カストロノヴォ、スコット・トラヴィス、ヴィニー・カリウタ、トミー・アルドリッジなどを挙げている。
最近では、声優の谷山紀章と作･編曲家/ギタリストの飯塚昌明によるロックユニット、「GRANRODEO」で楽曲製作やライブ時のサポートメンバーとして活動していたが、2017年2月19日に行われた文豪ストレイドッグスのイベントをもってサポートを終了した。Ark Stormのドラマーとしても活動中。